# 粟田口久国
粟田口 久国（あわたぐち ひさくに、生没年不詳）は、鎌倉時代の刀工。粟田口派の祖・粟田口国家の子。刀工一家の次男であり、兄弟の国友、国清、国吉、有国、国綱を総称して俗に粟田口六兄弟と呼ばれる。後鳥羽上皇に御番鍛冶として召され、特に師範格の「師徳鍛冶」を拝命した。本名は林藤次郎。受領大隅権守。受領名を授かった最初の刀工である。
「久国」は江戸時代の天保元年に成立した刀剣解説書『懐宝剣尺』で美術的価値において古刀最上作に列せられているが、当時でも非常に希少な刀であったため多くの古刀と同じく試し斬りは行われず、その斬れ味については定かにはなっていない。現存作のうち1口が国宝、3口が重要文化財に指定されている。
東京都六本木に太田道灌が久国の太刀を寄進したことに名を由来する「久國神社」がある。

## 代表作
国宝
- 太刀 銘久国（文化庁蔵）

重要文化財
- 太刀 銘久国（所在不明）1934年指定
- 太刀 銘久国（所在不明）1939年指定
- 短刀 銘久国（個人蔵）

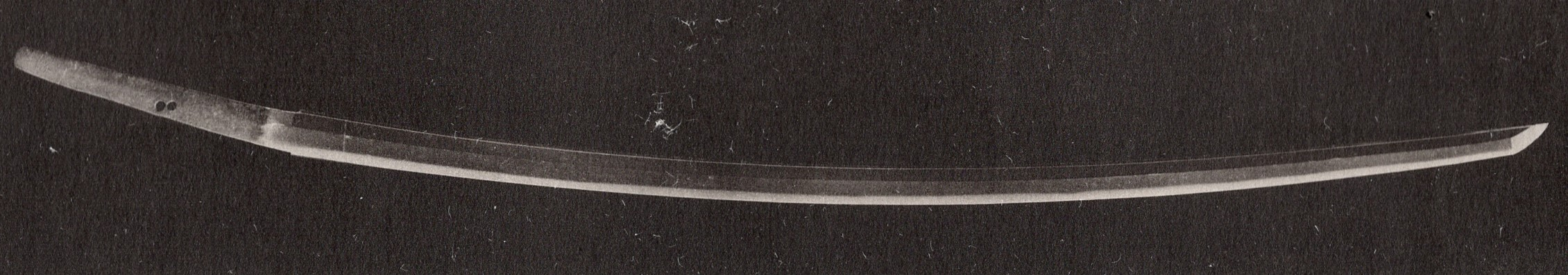
国宝・太刀 銘 久国

重要文化財指定物件では上記のほか、厳島神社に「久国」銘の太刀、日光東照宮に「久国」銘の剣があるが、粟田口久国とは別人の作である。